# نوربرت بيترز
نوربرت بيترز (بالألمانية: Norbert Peters)‏ هو كاهن كاثوليكي ألماني، ولد في 5 أغسطس 1863 في Sundern-Allendorf ‏ في ألمانيا، وتوفي في 20 يناير 1938 في بادربورن في ألمانيا.